# カーライル島 (アラスカ州)
カーライル島(カーライルとう、英語: Carlisle Island) (アレウト語: Kigalĝa)はアメリカ合衆国のアラスカ州に属するアリューシャン列島のフォー・マウンテンズ諸島にある島である。島はチュギナダック島からカーライル水道を挟んで1.9マイル (3.1 km)の場所にあり、ハーバート島の北東5.6マイル (9.0 km)に位置している。島はおよそ直径4.3マイル (6.9 km)の円錐形の島で、標高 5,280-フート (1,610 m)のカーライル山という成層火山で形作られている。